# Ford Model F
Ford Model F (рус. Форд Модэл Эф) — автомобиль производства Ford Motor Company. Это была дальнейшая разработка Ford Model A и Ford Model B, но автомобиль стал более крупным, современным и более роскошным. Это был четырёхместный фаэтон, производство которого началось в 1905 году и закончилось в 1906 году.
В 1905 году она была по цене 2000 долл. США; к примеру, Colt Runabout стоил 1500 долларов, FAL — 1750 долларов, Cole 30 — 1500 долларов, Enger 40 — 2000 долларов и Lozier Light Six Metropolian — 3250 долларов США.
Всего было выпущено 1000 штук Model F.